# Robert Wartenberg
Robert Wartenberg (Hrodna, 19 giugno 1887 – San Francisco, 16 novembre 1956) è stato un neurologo bielorusso naturalizzato statunitense.

## Biografia
Wartenberg nacque nel 1886 a Hrodna, in Bielorussia, poi facente parte dell'impero russo. Il dr. Wartenberg si laureò all'Università di Rostock, in Germania, nel 1919. Ebbe occasione di lavorare con il neurologo tedesco Max Nonne ad Amburgo e con il neurologo e neurochirurgo Otfrid Foerster a Breslavia. Nel 1933 fu messo a capo della clinica neurologica di Friburgo e Privatdozent. Nei successivi due anni fu tuttavia perseguitato dai nazisti, perché di religione ebrea, fino a che nel 1935 lasciò la Germania e si stabilì a San Francisco. Nel 1952 fu nominato professore di neurologia presso l'Università della California.

## Notorietà
Robert Wartenberg è noto per essere stato l'inventore della ruota neuronale di Wartenberg (uno strumento attraverso il quale è possibile testare la sensibilità cutanea di un soggetto facendo ruotare sistematicamente l'attrezzo sulla cute. 
Sempre a Wartenberg si deve, per la prima volta nel 1932, l'identificazione della Cheiralgia parestetica, una mononeuropatia della mano, in genere dovuta ad intrappolamento o compressione del ramo superficiale del nervo radiale.

## Libri
Wartenberg scrisse quattro libri. Nel 1945 venne pubblicato il libro "The examination of reflexes: a simplification" seguito nel 1952 da "Hemifacial Spasm: a Clinical and Pathophysiological Study" quindi nel 1953 da "Diagnostic Tests in Neurology" e infine da "Neuritis, sensory neuritis, neuralgia: a clinical study with review of the literature".